# Cambeses do Rio, Donões e Mourilhe
Cambeses do Rio, Donões e Mourilhe (llamada oficialmente União das Freguesias de Cambeses do Rio, Donões e Mourilhe) es una freguesia portuguesa del municipio de Montalegre, distrito de Vila Real.

## Historia
Fue creada el 28 de enero de 2013 en aplicación de una resolución de la Asamblea de la República de Portugal promulgada el 16 de enero de 2013 con la unión de las freguesias de Cambeses do Rio, Donões y Mourilhe, pasando su sede a estar situada en la antigua freguesia de Cambeses do Rio.

## Demografía
| Gráfica de evolución demográfica de Cambeses do Rio, Donões e Mourilhe entre 2011 y 2021 |
|                                                                                          |
| Datos según el nomenclátor publicado por el INE portugués.                               |